# Синкевичюс, Антанас-Пранас Станиславович
Антанас-Пранас Станиславович Синкевичюс — советский литовский хозяйственный деятель, Герой Социалистического Труда.

## Биография
Родился в 1928 году в Спарвиняе.
В 1948—1973 — ученик слесаря, слесарь, сварщик паровозного депо Вильнюс Литовской железной дороги, сварщик локомотивного депо Вильнюс.
В 1973—1982 — электрогазосварщик вагонного депо Вильнюс Прибалтийской железной дороги.
Указом Президиума Верховного Совета СССР от 5 марта 1976 года присвоено звание Героя Социалистического Труда с вручением ордена Ленина и золотой медали «Серп и Молот».
Умер в 1982 году в Вильнюсе.

## Награды и звания
- Герой Социалистического Труда (05.03.1976)
- Орден Ленина (05.03.1976)
- Орден Трудового Красного Знамени (1971)